# Paul Hansen
Paul Werner Hansen, född 25 april 1964 i Partille församling i Göteborgs och Bohus län, är en svensk fotograf. 
Paul Hansen utbildade sig på Poppius journalistskola i Stockholm. Åren 1989–1992 var han frilansande fotograf och skribent i New York. Han har varit anställd på Expressen och Göteborgs-Tidningen. Sedan 2000 är han fotograf på Dagens Nyheter. 
I oktober 2016 skottskadades han under ett uppdrag utanför Mosul i Irak. Tillsammans med DN-reportern Erik Ohlsson skulle han följa en grupp kurdiska peshmergasoldater under en offensiv. Han träffades av två skott från en prickskytt och opererades på ett närliggande sjukhus.

## Utmärkelser i urval
- World Press Photo 2013[5]
- Årets Fotograf i POYi[förklaring behövs] 2010 och 2012 och andrapris i samma klass 2015[6][7]
- World Press Photo andrapris General News 2016[8]
- Årets Fotograf i Sverige vid nio tillfällen
- Nominerad till Stora journalistpriset 2017 och 2023.[9]
- Begriplighetspriset 2020[10]